# Нарден
Нарден (нидерл. Naarden, МФА: [ˈnaːrdə(n)]) — город и бывшая община в западной части Нидерландов, в провинции Северная Голландия, на побережье Зёйдерзе.
Нарден состоит из двух частей: старого города-крепости и поселения XX века, соединившегося ныне с соседним населённым пунктом Бюссюм. Город расположен на автостраде Амстердам — Амерсфорт, на расстоянии 20 километров от каждого из них. Многие из жителей Нардена работают в соседнем Амстердаме. Основой городских доходов является туризм. В состав общины Нарден, помимо собственно города Нарден, входил также хутор Нардербос.
1 января 2016 года Нарден объединился с общинами Бюссюм и Мёйден в общину Гойсе-Мерен.

## История
До XIV века Нарден находился приблизительно в 3 км севернее своего нынешнего местоположения. Во время войны трески и крючков он был разрушен, после чего в 1350-55 гг. восстановлен с предоставлением городского права и строительством крепости. С 1411 по 1683 год Нарден — крупный порт с расширенными рыболовными правами. В XV—XVI веках здесь существовало развитое текстильное производство.
В 1572 году, во время Нидерландской революции, Нарден был захвачен испанскими войсками, которые устроили резню местных жителей. Вскоре после того, в 1575-85 гг., Нарден был обращён А. Антонисом в образцовую по тем временам крепость. В 1672 году, после осады, Нарден был вновь захвачен — на этот раз армией Людовика XIV.
После изгнания французов крепость в городе была в 1675—1685 годах восстановлена под руководством Н. Витсена в качестве ключевого звена водной линии укреплений.

## Достопримечательности
Нарден примечателен как один из лучших сохранившихся образцов бастионной системы укреплений на севере Европы. С 1955 г. в одном из бастионов работает музей нидерландских крепостей.
Главная церковь св. Вита (XV век) интересна своими деревянными сводами и остатками фресок, которые пережили Реформацию.
В Нардене длительное время жил и работал великий чешский педагог и гуманист Ян Коменский. Рядом с его мавзолеем расположен посвящённый ему музей.